# Konárovice (zámek)
Zámek Konárovice je rokokový zámek ve stejnojmenné obci v okrese Kolín ve Středočeském kraji. Zámek je chráněn jako kulturní památka od roku 1958. Je v soukromém vlastnictví.

## Historie
Na místě zámku stávala gotická tvrz, kterou zřejmě roku 1419 nechal postavit Vaněk Sekerka z Choltic. V roce 1503 tvrz zakoupil Václav Háša z Újezda, který ji nechal rozšířit. Jeho syn Jan Jiří Háša z Újezda prodal tvrz v roce 1588 Zikmundovi Freusichselbstovi z Freudenbachu. Od roku 1605 do roku 1614 tvrz vlastnili bratři Albrecht Jiří a Jan Oldřich Klusákovští z Kostelce, kteří ji kvůli sporům s Kolínskými prodali i s panstvím Kryštofu Nybšicovi z Altendorfu.
Během třicetileté války byly Konárovice několikrát vydrancovány a tvrz vypálena. Kvůli dluhům Kryštofa Nybšice připadl celý jeho majetek včetně Konárovic hlavnímu věřiteli, kterým byl Humprecht Račín z Račína. Ten ale o vydrancované sídlo neměl zájem a vše roku 1661 prodal Janu Adamovi Schofmannovi z Hemmerlesu, který nechal obnovit ves a přestavit tvrz na raně barokní zámek. Tehdy vznikla i dnešní čtyřkřídlá dispozice, kolem nepravidelného nádvoří. V majetku Schofmannů zůstaly Konárovice až do roku 1725, následně po smrti posledního mužského člena rodu, Karla Ignáce Vojtěcha, připadly Konárovice jeho sestře Kateřině.
V roce 1772 se stala novou majitelkou panství Alžběta Quasco de Claviers, rozená Netolická z Eisenberga. Ta si Konárovice velmi oblíbila, a proto v roce 1775 nechala zámek přestavět v rokokovém stylu. Autorem přestavby byl Jan Josef Wirch (1732–1787). Byla upravena fasáda, střecha i vnitřní prostory, které byly ozdobeny štukovou výzdobou. Hraběnka zemřela roku 1813. Neměla žádné dědice, proto zámek odkázala své neteři Apolonii Cavrani, rozené z Mitrovic. Následně se zde vystřídalo ještě několik majitelů – Jan ze Schmiedgräbenu (1822–1834), Karel Rummerskich (1834–1842), Hugo Roth (1842–1844) a Alžběta ze Schmiedhalsu (1844–1845). Poté zámek zakoupil bohatý měšťan Jan Raška, který jej vlastnil do roku 1856, kdy zámek zakoupil Karel Arnošt Harrach a dal ho do správy svému synovi Janu Nepomukovi. Ten se sem nastěhoval společně se svojí ženou Marií Markétou princeznou z Lobkovic a následně nechal zámek znovu přestavět. Přestavby se týkaly především interiérů, které byly zmodernizovány a zámek byl doplněn o některé menší úpravy. Hraběti Harrachovi se na zámku narodila dcera Maria Theresia Johanna Anna Carolina Edeltrud, ale po smrti manželky, která zemřela ve 34 letech, se rozhodl zámek prodat.
V roce 1872 zámek zakoupil pražský továrník Josef Götzl, po kterém jej zdědil jeho syn Josef Götzl ml., který jej na podzim roku 1922 prodal majiteli továrny na dráty v Rokycanech, Elvíru Eisnerovi. Ten zámek v únoru 1923 prodal společně se statkem okresní správní komisi, která chtěla rozprodat přilehlé polnosti a na zámek umístit sociální ústav. K tomu ovšem nedošlo a roku 1927 zámek opět koupil Josef Götzl ml., v jehož majetku zůstal až do konce 2. světové války. Ten nechal na zámku vybudovat novou kašnu na nádvoří se zdobenou mříží. Dne 24. května 1945 byl zámek znárodněn na základě udání místních obyvatel, že se majitelé přátelili za války s Němci. Josefu a Mileně Göltzovým byl odejmut veškerý majetek u soudu v Kolíně a k tomu byli odsouzeni k vězení a nuceným pracím. O zámek poté zažádala místní školní rada, která chtěla do zámku umístit školu, byty pro učitele a kulturní dům. Zámek ale roku 1947 připadl národnímu podniku Spojené farmaceutické závody (SPOFA) v Praze. Podnik zde zřídil chov králíků, myší, morčat, krys a holubů pro pokusné účely. Na začátku roku 1957 farma přešla pod Výzkumný ústav léčivých rostlin v Praze (VULERO), který zde zřídil chov opic pro účely výroby očkování proti obrně (ročně zde bylo usmrceno až 1800 opic).
V roce 1996 zámek koupila Barbora Černá, jejíž firma spravovala majetek německému podnikateli Theodoru Steinovi, za 14 milionů korun. Ovšem v září roku 2001 majitelka záhadně zmizela. Krátce poté bylo zjištěno, že mezitím prodala zámek jistému Jiřímu Martinovskému, který emigroval do Německa. Protože byla v té době stíhána za pojistný podvod, zahájila po ní policie pátrání jako po uprchlé i pohřešované. Její bratr David upozorňoval, že smlouva je podvrh a někdo se tak rozhodl Barbory zbavit, ale vyšetřování tuto verzi potvrdilo až po 11 letech. Podle spekulací měla být Barbora Černá zavražděna, ale její tělo nikdy nebylo nalezeno a dodnes po ní pátrá Interpol.
V roce 2004 zámek koupila za 20 milionů společnost It Incorporated, jejímž majitelem je americký herec Crispin Glover, známý z filmů Návrat do budoucnosti, Charlieho andílci nebo Alenka v říši divů. Glover se rozhodoval mezi dvěma objekty – zámkem Konárovice a zámkem Býchory, nakonec se rozhodl pro Konárovice, kde se mu líbila architektura, zahrady a celkový stav objektu. Důvodem, proč se americký herec rozhodl koupit nemovitost v Čechách, byly jeho rodinné vazby – jeho prarodiče pocházeli z Československa. Glover si také mohl být vědom stále zvyšující se oblíbenosti amerických filmařů natáčet v České republice. Zámek postupně zrekonstruoval a využívá ho k soukromým účelům.

## Stavební podoba
Zámek společně s areálem se nachází na východním okraji vesnice. Budova zámku má nepravidelnou čtyřkřídlou dispozicí s uzavřeným dvorem. Pozůstatky gotické tvrze se nachází v části jihovýchodního nároží. Na jižní straně je zámek spojen terasou se schodištěm. Zámek obklopuje rozlehlý park a celý areál je ohrazen zdí. Na východní straně se nachází provozní budovy. Studna se zdobenou kovovou mříží se nachází u východního křídla zámku. V její ose se nachází brána se dvěma vrátnicemi po stranách. Na východní průčelí zámku se nachází erb hraběte Harracha v němž jdou tři pštrosí pera a zlatá koule.

## Přístup
Zámek je veřejnosti nepřístupný. Výjimkou je možnost ubytování na zámku, když je uveden v nabídce ubytovací služby Airbnb.